# 小熊座Z
小熊座Z （Z UMi）是一顆碳星和在星座小熊座的一顆北冕座R型變星。
小熊座Z是在1934年發現的變星。由於它是紅色，且變化週期為數百天，因此起初被認為可能是芻藁變星。在1985年發表的一項調查中，發現它是一顆碳星，後來又發現它也缺乏氫。在1992年，它的亮度消退6星等，因此被歸類為北冕座R型變星 。在2006年，對其頻譜進行分析後，它被確認是北冕座R型變星，並且是已知的此型變星中溫度最低的之一。